# Google網頁註解
是一个允许用户编写和查看关于一个给定网站评论、提供反馈和信息、以及在一个分离的浏览器框架中讨论页面内容的浏览器扩展。贡献的评论可以由编写它们的用户编辑。它于2009年9月23日发布。并于2011年9月被关闭。
Google使用一个排序算法来按照一定条件例如用户对评论支持和反对的投票、以及之前用户的贡献，来确定评论的相关性和有用性。任何人都可以查找一个贡献者并且，从这个用户的Google个人档案，来验证这个贡献者的可信度。網頁註解在Internet Explorer和Firefox中可以通过Google工具栏使用，以及在Google Chrome浏览器中通过一个加载项使用。对于如Safari的其他浏览器，它可以以一个小书签的形式被使用。
2011年9月， Google 宣告将会关停一系列产品，其中就包括 Google Sidewiki 。
網頁註解允许用户通过一个站点所有者不能控制的途径与web互动，这引来了一些对这个应用程序的批评，因为站点所有者没有办法阻止人们在網頁註解项目中对一个页面评论。